# Roberto Guerrero

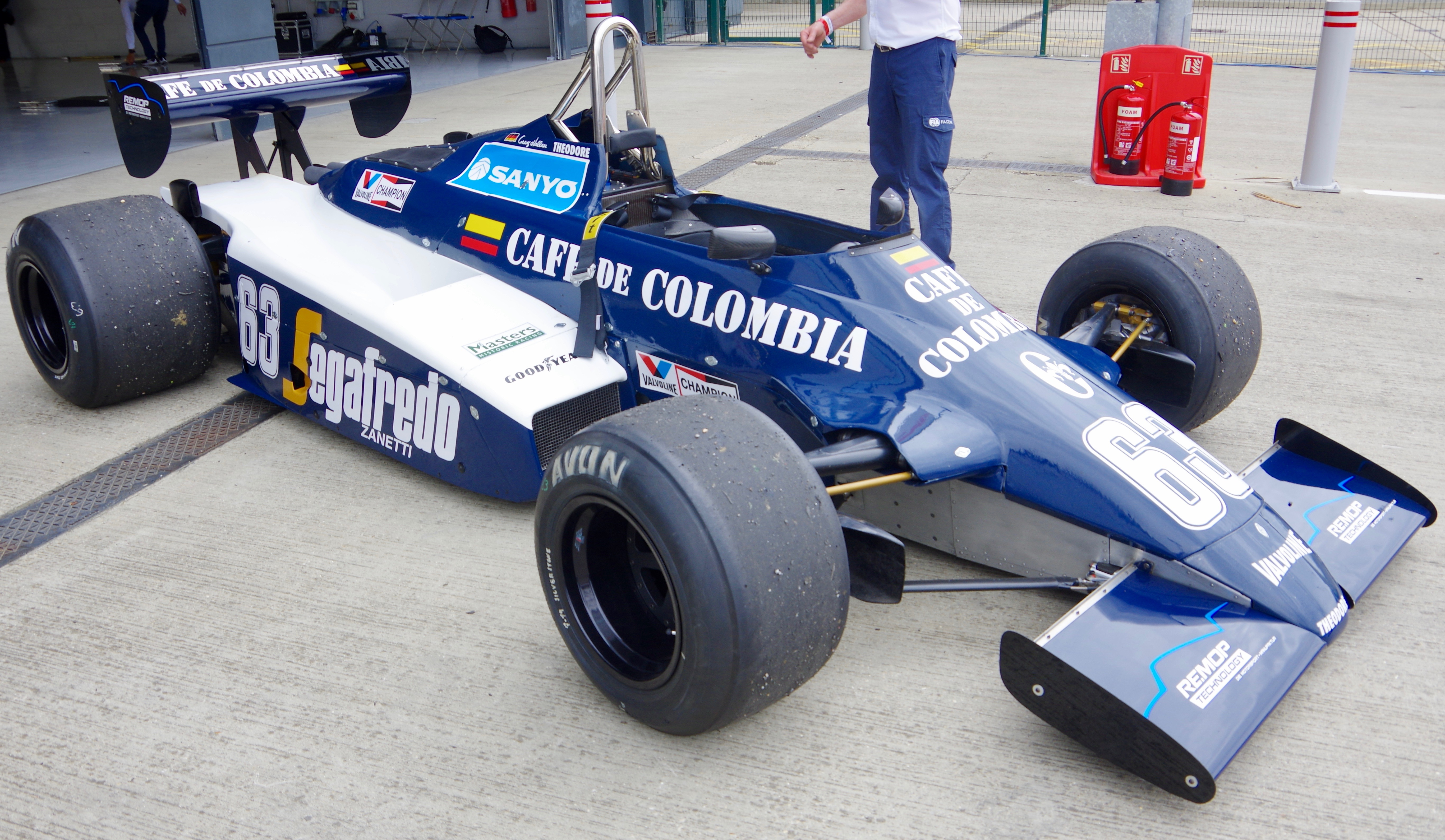
Theodore N183 de Guerrero en un evento de exhibición, año 2019.

Roberto José Guerrero Isaza (Medellín, 16 de noviembre de 1958) es un expiloto de automovilismo colombiano. Participó en 29 Grandes Premios de Fórmula 1, debutando el 23 de enero de 1982, convirtiéndose en el primer piloto colombiano en debutar en la categoría reina del automovilismo. Disputó la temporada 1982 con Ensign y 1983 con Theodore, logrando como mejor resultado un octavo puesto en el Gran Premio de Alemania de 1982.
A continuación, Guerrero disputó la CART desde 1983 hasta 1995 y luego la Indy Racing League desde 1996 hasta 2000. Su mejor temporada fue 1987, cuando ganó dos carreras y subió al podio cuatro veces para resultar cuarto en el campeonato. En total consiguió diez podios y 22 top 5 en la CART, destacándose el segundo puesto en las 500 Millas de Indianápolis de 1984 y 1987, el tercero en 1985 y el cuarto en 1986.

## Carrera

### Fórmula 3 y Fórmula 2
Guerrero llegó al British Formula Three Championship en el año de 1979 y solo dos equipos aparecieron debidamente preparados para la temporada: Project Four y Tiga con los pilotos Chico Serra y Andrea de Cesaris. Luego de 24 carreras, Guerrero quien corrió para el equipo Argo JM3-Toyota, logró ubicarse en la novena posición del campeonato con 15 puntos y 2 podios entre 22 pilotos.
Tres verdaderos talentos disputaron el título británico de F3 de 1980, Stefan Johansson, Kenneth Acheson y Roberto Guerrero. Johannson comenzó el año en un Marlboro Project Four March 803 y desarrolló una ventaja de puntos hasta que Acheson cambió su 803 por un 793 más viejo y más fácil de conducir y se convirtió en el hombre a vencer. Luego, Guerrero asumió la persecución en el Argo JM6 y cada uno había ganado cinco carreras antes de las vacaciones de julio/agosto de la temporada. El impulso cambió decisivamente cuando Johansson recibió un Ralt RT3 y arrasó en las últimas cuatro carreras, arrebatándole el título por solo dos puntos a sus dos rivales.
Aunque el RT3 de efecto suelo se había mostrado prometedor en 1979, ninguno corrió en Gran Bretaña al comienzo de la temporada y los 803 de marzo fueron numéricamente dominantes. Pero el 803 era un diseño muy nuevo, basado en el diseño del F2 792 de efecto suelo, y tomó algún tiempo hacerlo funcionar correctamente. Un kit de actualización de mitad de temporada lo transformó, pero el daño a la reputación ya estaba hecho y el control de March sobre la Fórmula 3 se debilitó significativamente.
Guerrero continuó en Argo JM3-Toyota y tras acoplarse mejor al campeonato, finalizó igualado en el segundo lugar con Kenneth Acheson, ambos sumaron 95 puntos y 5 victorias y tan solo a dos puntos del campeón. A lo largo de la temporada subió al podio en 11 oportunidades.
La temporada 1981 del Campeonato Europeo de Fórmula 2 se disputó durante 12 carreras. La serie fue ganada por el piloto británico Geoff Lees en el Ralt RH6 / 81-Honda. Mientras tanto, Guerrero daba el salto de la mano del equipo March-BMW logrando ubicarse al final de la temporada en la séptima posición con 16 puntos y consiguiendo una victoria en el circuito de Thruxton. Coincidió con el también colombiano Ricardo Londoño del equipo Lola-Hart

### Fórmula 1
La temporada 1982 de Fórmula 1 fue la 33.ª edición del Campeonato Mundial de Fórmula 1 de la FIA. Estuvo compuesta de 16 carreras desde enero hasta septiembre. 
De los 48 pilotos inscritos durante la temporada para correr al menos una carrera, siete debutarían, entre ellos el colombiano Roberto José Guerrero con el equipo Ensign.
El debut de Guerrero debió darse el 23 de enero en el Gran Premio de Sudáfrica pero al apoyar la inesperada huelga organizada por los pilotos referentes Alain Prost, Niki Lauda y Nelson Piquet le privaron de la partida y el sueño de debutar, se postergo hasta el 21 de marzo en el Gran Premio de Brasil. Su mejor ubicación se dio el 8 de agosto al arribar en el octavo lugar del Gran Premio de Alemania.

### CART e IndyCar
Sin puntos de campeonato en la Fórmula 1 con el equipo Teodore Ford, y no logrando un prestigio para conducir en un equipo competitivo, Guerrero se retira al final de la temporada de 1983 para correr en Estados Unidos. Tuvo un comienzo prometedor en la CART, con un segundo lugar en las 500 millas de Indianápolis y fue ganador del título de Novato del año en 1984. Sin embargo, no contó con la suerte de poder continuar cosechando triunfos, ganando solo dos carreras de CART, ambas en 1987. Más tarde ese mismo año tuvo un accidente que le dejó en coma durante 17 días.
Guerrero tuvo buenas participaciones especialmente en las 500 millas de Indianápolis, donde estuvo muy cerca de ganar categóricamente en dos ocasiones, pero la mala suerte siempre mantuvo la victoria fuera de su alcance. En 1992 logró la pole position, aunque acabó fuera de carrera al chocar en la vuelta previa. Guerrero terminó en el podio en 2 ocasiones y estuvo dentro de los primeros cinco lugares en cinco ocasiones, y conserva el récord de la calificación de velocidad obtenido en 1992 y en 1996. Guerrero también fue seleccionado para participar en la International Race of Champions en 1988.
Se convirtió en ciudadano naturalizado de los Estados Unidos en 1989. Actualmente él y su esposa tienen tres hijos y residen en el Condado de Orange, California.
En los últimos años Guerrero ha vuelto a las carreras, cambiando su actividad habitual. Comenzó a correr en la carrera de Baja 2000. Desde entonces ha seguido participando también en Baja 1000 en eventos de la Península de Baja California con Wide Open Baja.
Hasta el año 2012 se desempeñó como comentarista de automovilismo en la señal latinoamericana del canal Speed, que fue reemplazada el 5 de noviembre del mismo año por Fox Sports 3. En 2013 Roberto Guerrero sigue como comentarista para algunas carreras de resistencia en Fox Sports 3.

## Resultados

### 500 Millas de Indianápolis
| Año      | Chasís      | Motor          | Clasif. | Resultado | Equipo             |
| -------- | ----------- | -------------- | ------- | --------- | ------------------ |
| 1984     | March 84C   | Cosworth       | 7       | 2         | Bignotti-Cotter    |
| 1985     | March 85C   | Cosworth       | 16      | 3         | Cotter             |
| 1986     | March 86C   | Cosworth       | 8       | 4         | Cotter             |
| 1987     | March 87C   | Cosworth       | 5       | 2         | Granatelli         |
| 1988     | Lola T88/00 | Cosworth       | 12      | 32        | Granatelli         |
| 1990     | March 90CA  | Alfa Romeo     | 28      | 23        | Patrick/Alfa Romeo |
| 1991     | Lola T91/00 | Alfa Romeo     | 28      | 30        | Patrick/Alfa Romeo |
| 1992 (*) | Lola T92/00 | Buick          | 1       | 33        | King               |
| 1993     | Lola T93/00 | Chevrolet C    | 10      | 28        | King               |
| 1994     | Lola T92/00 | Buick          | 30      | 33        | Pagan              |
| 1995     | Reynard 94I | Ilmor-Mercedes | 13      | 12        | Pagan              |
| 1996     | Reynard 95I | Ford XB        | 6       | 5         | Pagan              |
| 1997     | Dallara     | Infiniti       | 19      | 27        | Pagan              |
| 1998     | Dallara     | Oldsmobile     | 9       | 22        | Pagan              |
| 1999     | G-Force     | Infiniti       | 25      | 25        | Cobb               |
| 2000     | Dallara     | Oldsmobile     | DNQ     | DNQ       | Foyt               |
| 2001     | Dallara     | Oldsmobile     | DNQ     | DNQ       | Simon              |

### Fórmula 1
| Año     | Escudería            | 1       | 2       | 3       | 4       | 5       | 6       | 7       | 8       | 9       | 10      | 11      | 12     | 13      | 14      | 15     | 16      | Pos. | Puntos |
| ------- | -------------------- | ------- | ------- | ------- | ------- | ------- | ------- | ------- | ------- | ------- | ------- | ------- | ------ | ------- | ------- | ------ | ------- | ---- | ------ |
| 1982    | Ensign Racing        | RSA DNQ | BRA DNQ | USW Ret | SMR     | BEL DNQ | MON DNQ | USE Ret | CAN Ret | NED DNQ | GBR Ret | FRA DNQ | GER 8  | AUT Ret | SUI Ret | ITA NC | LVG DNS | 32.º | 0      |
| 1983    | Theodore Racing Team | BRA NC  | USW Ret | FRA Ret | SMR Ret | MON DNQ | BEL Ret | USE NC  | CAN Ret | GBR 16  | GER Ret | AUT Ret | NED 12 | ITA 13  | EUR 12  | RSA    |         | 33.º | 0      |
| Fuente: |                      |         |         |         |         |         |         |         |         |         |         |         |        |         |         |        |         |      |        |